# Стећци у Вихнићима
Некропола са стећцима на локалитету Стијене  налазе се у Вихнићима недалеко од Чајнича. Национални је спомеником Босне и Херцеговине.

## Локалитет
Недалеко од Чајнича, на путу који води из Вихнића према Каровићима, на локалитету Стијене налази се некропола са стећцима. На локалитету се налази 48 стећака, 34 плоче, 10 сандука, 4 сљемењака . Од 48 стећака само су украшена два сандука. На једном стећку евидентирана је урезана линија, што представља двојни гроб, док се на другом стећку на другом налазе мотиви полумјесеца и сунца